# Xã Center, Quận Rice, Kansas
Xã Center (tiếng Anh: Center Township) là một xã thuộc quận Rice, tiểu bang Kansas, Hoa Kỳ. Năm 2010, dân số của xã này là 131 người.